# Jean-Isaac Chadeau de la Clocheterie
Pour l’article homonyme, voir Chadeau.
Jean-Isaac-Timothée Chadeau, seigneur de la Clocheterie, né le 23 février 1741 à Rochefort-sur-Mer et mort le 12 avril 1782 à la bataille des Saintes, est un officier de marine français du XVIIIe siècle.

## Biographie

### Origines et jeunesse
Jean-Isaac Chadeau de la Clocheterie est le fils d'Isaac Chadeau de La Clocheterie, lieutenant de vaisseau, tué sur Le Sérieux le 14 mai 1747, lors de la première bataille du cap Finisterre, pendant la guerre de Succession d'Autriche. Sa mère, Catherine Daniaud, obtient des lettres de noblesse pour ses cinq enfants. En demandant cet honneur en janvier 1748, rappelle que trois Chadeau de La Clocheterie avaient servi de père en fils dans la marine pendant plus de cent ans, et pendant quatre-vingt-onze années consécutives. Le jeune Jean-Isaac naît donc dans une famille de marine.
Les Chadeau de la Clocheterie portent d’azur à un chat d’or issant d’une rivière d’argent.

### Débuts pendant la guerre de Sept Ans
Il intègre la marine du Roi, à l'âge de treize ans, il est reçu Garde de la Marine le 4 juillet 1754. Il est promu au grade d'enseigne de vaisseau le 17 avril 1757, quelques mois après le début de la guerre de Sept Ans (1756-1763). Fait prisonnier de guerre lors de la prise du Belliqueux en 1758, il ne rentre en France que l'année suivante à la faveur d'un échange de prisonniers.
Promu lieutenant de vaisseau le 18 août 1767, il est fait lieutenant en 1er d'apprentis canonniers, le 1er janvier 1768. La même année, il est en poste à l'Isle de France. Sur place, il fait la connaissance du botaniste Jacques-Henri Bernardin de Saint-Pierre, qui le décrit comme « un jeune homme, avec une figure fringante, très modeste, qui parlait à peine et était consacrée à ses fonctions ».
Capitaine des fusilliers le 1er janvier 1770, il est fait chevalier de Saint-Louis le 28 juin 1775. Il passe capitaine au 1er de bombardiers le 1er juillet 1777.
Au début de la guerre d'indépendance des États-Unis, alors que la France n'est pas encore formellement engagée dans le conflit, La Clocheterie est chargé, avec La Belle Poule, La Licorne, L'Hirondelle et Le Coureur d'aller reconnaître les forces ennemies, stationnées par le travers du cap Lizard. La petite escadre quitte Brest le 15 juin 1778.

### Combat de laBelle Pouleet de l’Arethusa

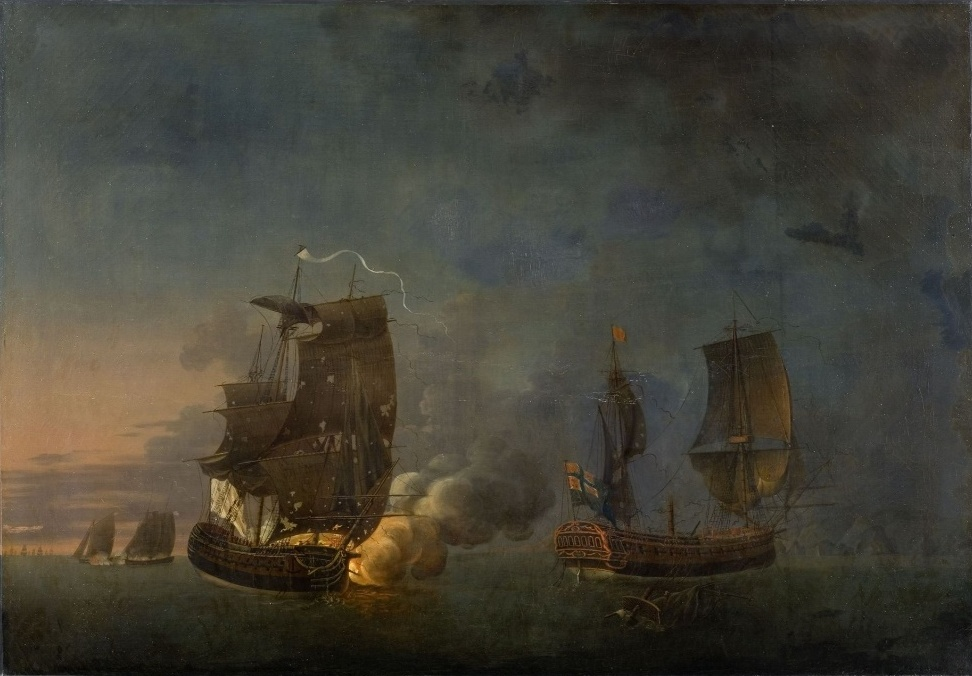
Combat de la Belle Poule et de l'Aréthusa,
par Auguste-Louis de Rossel de Cercy.

Sous le commandement de La Clocheterie, La Belle Poule affronte le 17 juin 1778 au soir, pendant quatre heures, au large de Plouescat, la frégate britannique HMS Arethusa (de 32 canons). Le commandant en second Grain de Saint-Marceau est tué, il y a 30 morts et une centaine de blessés côté français, mais l’Arethusa perd un mât et doit s'échapper sous la protection de la flotte britannique. La Clocheterie parvient à mettre La Belle Poule à l'abri des côtes bretonnes,.
Ce combat est le casus belli du roi Louis XVI de France pour déclarer la guerre à son cousin le roi George III du Royaume-Uni. Cet affrontement est aussi connu pour avoir déclenché une vague patriotique et belliciste à Versailles et Paris, marqué par la décoration de la Clocheterie par le Roi et par la mode des coiffures à la Belle-Poule (représentant la frégate, voiles et cordages en cheveux laqués compris).
Pour son héroïsme au combat, le lieutenant de la Clocheterie reçoit un brevet de capitaine de vaisseau et reçoit le commandement du Triton de 64 canons  tout juste sorti de l'arsenal. Selon l'anecdote qui circule alors à la Cour, le Roi l'informe de sa nouvelle commission pendant un jeu de piquet par un bon mot : « M. de la Clocheterie a toujours beau jeu. À propos de cela, j'ai des reproches à vous faire ; vous êtes un inconstant. (...) Oui, oui, je sais que vous êtes infidèle à la Belle Poule. (...) Ne cherchez pas à vous en défendre, il est sûr que vous la quittez pour un vaisseau de soixante-quatre canons,. ».
Son combat, sa réception à la Cour de Versailles et sa promotion sont mentionnés dans les gazettes britanniques,, françaises,,, espagnoles, allemandes, suisses et hollandaises pour l'année 1778. Le Triton fait partie de l'armée navale combinée franco-espagnole sous les ordres du comte d'Orvilliers en 1779.

### Fin de carrière et mort au combat
Le capitaine de la Clocheterie est nommé au commandement du Jason (en), au début de l'année 1780,, dans l'escadre du chevalier de Ternay qui amène l'armée du comte de Rochambeau en Amérique. Au cours de cette traversée, un officier d'un régiment transporté par le Jason note des propos tenus par le capitaine de La Clocheterie qui lui paraissent à la limité de l'insubordination. Ils sont rapportés par le vicomte de Charlus dans Journal de mon voyage en Amérique.
Il combat à la bataille du cap Henry et à la bataille de Saint-Kitts se distinguant en particulier lors du premier combat,
Commandant le vaisseau L'Hercule dans l'escadre du comte de Grasse, il est tué au combat le 12 avril 1782, lors de la bataille des Saintes.